# Helena Ivaničová
Helena Ivaničová (* 14. května 1944) byla slovenská a československá politička Komunistické strany Slovenska a poslankyně Sněmovny národů Federálního shromáždění za normalizace.

## Biografie
K roku 1976 se profesně uvádí jako vrchní agronomka. Ve volbách roku 1976 zasedla do slovenské části Sněmovny národů (volební obvod č. 126 – Žiar nad Hronom, Středoslovenský kraj). Mandát obhájila ve volbách roku 1981 (obvod Žiar nad Hronom) a volbách roku 1986 (obvod Žiar nad Hronom). Ve Federálním shromáždění setrvala do konce funkčního období, tedy do svobodných voleb roku 1990. Netýkal se jí proces kooptací do Federálního shromáždění po sametové revoluci.